# 이수현 (연출가)
이수현은 대한민국의 텔레비전 드라마 연출감독이다.

## 드라마
- 2018년 ~ 2019년 MBC 일요 특별기획드라마 《내사랑 치유기》 ... 공동연출
- 2020년 MBC 수목 미니시리즈 《그 남자의 기억법》 ... 공동연출
- 2020년 ~ 2021년 tvN 월화 미니시리즈 《낮과 밤》 ... 공동연출
- 2021년 TVING 8부작 금요 미니시리즈 《마녀식당으로 오세요》 ... 공동연출
- 2022년 tvN 금토 미니시리즈 《별똥별》 ... 연출
- 2023년 tvN 월화 미니시리즈 《이로운 사기》 ... 연출